# Gregorio García Martínez
Gregorio García Martínez (Guadalajara, 1824-Guadalajara, 30 de abril de 1894) fue un político progresista español, alcalde de Guadalajara en tres ocasiones y presidente de la Diputación de Guadalajara entre 1886 y 1890.

## Biografía
Era hijo del también político Gregorio García Tabernero y de Andrea Martínez Gutiérrez, y hermano de Joaquina, Diego y Clementina García Martínez. Su hermano Diego fue también un importante político de la época en Guadalajara, alcalde de la ciudad, presidente de la Diputación, Diputado a Cortes y Senador. 
Se inició en política en las filas del liberalismo más progresista de la mano de su padre, Gregorio García Tabernero, y más tarde su carrera de estadista creció a la sombra de su hermano, Diego García Martínez. En 1854 fue gobernador civil interino de Guadalajara, puesto que entonces llevaba asociada la presidencia de la Diputación Provincial. En 1871 volvió a esta corporación al ser elegido diputado provincial, siendo reelegido para el mismo puesto en 1886 y ocupando otra vez el cargo de Presidente de la Diputación en esa legislatura.
En 1861 fue alcalde de Guadalajara, como lo habían sido su padre, su abuelo y su bisabuelo. Ocupó el mismo cargo de forma provisional después la Revolución de 1868 y se vio ratificado en este puesto tras las elecciones celebradas en diciembre de ese mismo año, permaneciendo al frente de la ciudad hasta su dimisión en 1870. En 1882 volvió a ser elegido como alcalde de la capital alcarreña.
Además, entre otros cargos, fue miembro de la Comisión Provincial de Monumentos Histórico-Artísticos en 1844, secretario de la Junta de Agricultura, Industria y Comercio de la provincia y gobernador civil interino en 1889.
Siempre en las filas del liberalismo progresista, jugó un papel destacado cuando esta corriente política se hizo con el gobierno de la nación. Así, en septiembre de 1868, con motivo de la Revolución Gloriosa, formó parte de la Junta Revolucionaria y perteneció al Comité Electoral liberal de la provincia.
Fue un rico propietario urbano y agrícola, que durante el Sexenio Democrático aparecía en el puesto número 37 de la lista de mayores contribuyentes de la provincia por imposición territorial.
Gregorio García permaneció soltero toda su vida y no tuvo descendencia. Falleció 30 de abril de 1894 en su domicilio del número 1 de la calle de San Ginés de Guadalajara.